# Perspectives chinoises
Perspectives chinoises est une revue scientifique traitant du monde chinois, dans ses aspects économiques, politiques, sociaux et historiques. Elle a été cofondée en 1992 par Michel Bonnin, Raphaël Jacquet et Jean-Philippe Béja, qui en furent directeurs de la rédaction.
Elle est publiée par le Centre d'études français sur la Chine contemporaine (CEFC), un institut de recherche basé à Hong Kong, qui fait partie d'un réseau de 27 centres de recherche publics sous tutelle du Ministère des affaires étrangères français et du CNRS. Elle est indexée dans le Social Sciences Citation Index depuis 2019.
Le directeur de publication est Pierre Miège. La rédactrice en chef de Perspectives chinoises a été Judith Audin jusqu'en août 2021. L'économiste Jean-François Huchet a dirigé la revue de 2006 à 2011,.